# She's Out of My Life
"She's Out of My Life" foi o quarto single do álbum Off the Wall (1979), do cantor norte-americano Michael Jackson.
Lançado em março de 1980, a canção composta por Tom Bahler foi uma das quatro canções do álbum a atingirem as dez primeiras posições nas paradas de sucesso do país, feito realizado pela primeira vez, depois da faixa título "Off the Wall".

## Videoclipe
Um video foi feito para promover a canção. O video mostra Jackson cantando sentado em um banco, com efeitos similares ao clipe de Rock with You.